# Boeing Phantom Ray
Le Boeing Phantom Ray est un drone de combat furtif développé par la société Boeing en tant que projet de recherche sur fonds propres. Il a approximativement la taille d'un avion de combat. C'est un appareil de démonstration mais aussi un prototype qui sera évalué dans le cadre d'une campagne de tests qui couvrent la surveillance, l'attaque au sol et les missions de ravitaillement en vol,.

## Histoire
Le projet Phantom Ray, initialement connu sous le nom de code "Project Reblue" au sein de la firme Boeing, fut envisagé dès le milieu de l'année 2007, et passa au stade des études en juin 2008. Le projet était totalement secret, y compris chez Boeing. Seul un petit nombre de cadres exécutifs et d'ingénieurs en avaient connaissance jusqu'en mai 2009. Développé par Boeing Phantom Works, le Phantom Ray dérive du prototype X-45C que Boeing avait initialement conçu pour un projet de recherche avancé mis en place conjointement par l'agence DARPA, l'US Air Force et l'US Navy et intitulé programme Joint-Unmanned Combat Air System (J-UCAS) (Système de combat aérien standardisé).

### L'échec de Boeing au contrat J-UCAS
Le préalable pour remporter le contrat de recherche J-UCAS consistait à présenter un prototype de démonstration. Les drones envisagés dans le cadre de ce programme devaient être en mesure d'assurer un plan de vol en complète autonomie, incluant la capacité à terme de se poser sur un porte-avions. Les propositions présentées par Boeing dans son X-45C ne furent pas retenues : c'est son concurrent Northrop Grumman qui remporta la compétition et reçu 650 millions USD de financement pour poursuivre le développement. De surcroît, à la fin de l'année 2007, il a été ordonné à Boeing de détruire son prototype X-45C sans qu'il lui en soit expliqué les raisons. Boeing s’exécuta et démantela son équipe qui fut réaffectée à d'autres projets.
Mais au milieu de l'année 2008, Boeing remit en place l'équipe X-45 et annonça en mai 2009 la résurrection de son projet de drone d'attaque. Malgré sa base de développement, le Phantom Ray n'est donc associé à aucun projet de recherche officiel d'un gouvernement. C'est un projet de recherche interne de Boeing entièrement financé sur fonds propres.

## Premier vol

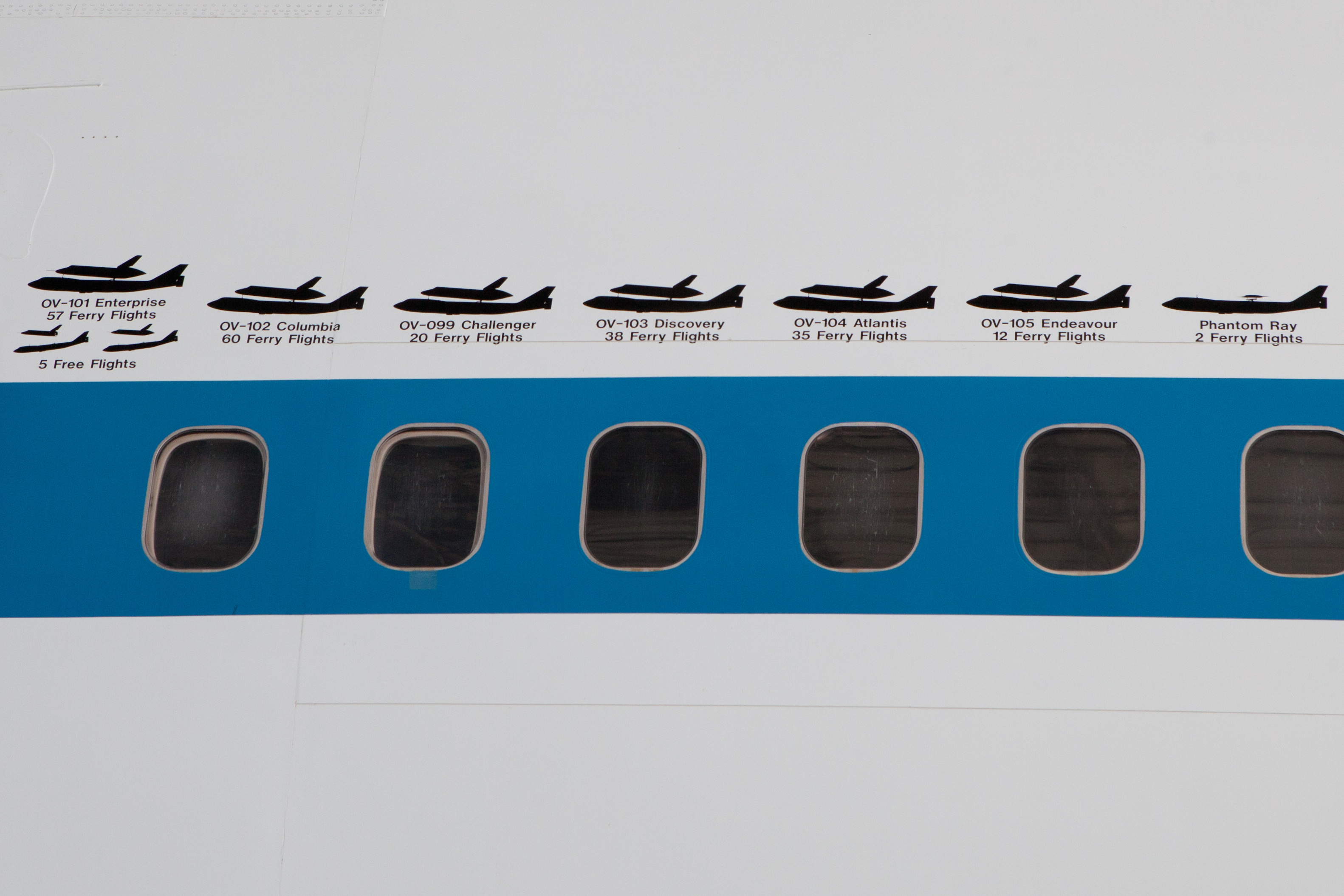
La silhouette du Phantom Ray ajoutée à la carlingue du 747 Shuttle Carrier Aircraft destiné à l'origine au transport de navettes de la NASA.

Le prototype du Phantom Ray fut présenté pour la première fois le 10 mai 2010 dans la ville de Saint-Louis au Missouri,. Vers la fin du mois de novembre 2010, des essais de roulage au sol furent menés à Saint-Louis,.
L'appareil devra ensuite réaliser une série de 10 de vols d'essais sur une période de six mois incluant des opérations telles que le ravitaillement en vol en mode robotisé, l'attaque en vol, l'attaque au sol, la surveillance et la reconnaissance. Il devrait également être capable de participer à des missions de guerre électronique. Boeing prévoit de poursuivre le développement du Phantom Ray avec une série de nouveaux prototypes de drones.
Il était prévu de faire voler le Phantom Ray pour la première fois en décembre 2010 depuis le Dryden Flight Research Center situé dans le désert de Mojave en Californie,, mais ce vol d'essai dut être différé. Il eut finalement lieu le 27 avril 2011, depuis l’Edwards Air Force Base,,. Il fut transporté à cette occasion par l'un des Boeing 747 de la NASA dédiés aux transports de navettes spatiales,,.
Le prototype du Phantom Ray a décollé à 9 h 5 et s'est élevé à une altitude de 7 500 pieds. L'appareil, en mode autonome, a effectué un ensemble d'évolution ayant pour but de vérifier sa navigabilité. Le vol a duré 17 minutes.